# Новиков, Леонид Васильевич (биатлонист)
Леонид Васильевич Новиков (19 апреля 1956 — 8 июля 2002) — советский биатлонист, победитель и призёр зимней Универсиады (1983), двукратный чемпион СССР в эстафетах (1981, 1982).

## Биография
Воспитанник ШВСМ города Омска. Представлял спортивное общество «Буревестник» и город Омск.
В 1981 году стал чемпионом СССР в эстафете в составе сборной общества «Буревестник». В 1982 году снова победил в этой дисциплине, проводившейся в рамках зимней Спартакиады народов СССР, в составе сборной РСФСР.
В 1983 году участвовал в зимней Универсиаде в Софии, на которой впервые в истории Универсиад проводились соревнования по биатлону. Стал чемпионом в эстафете в составе сборной СССР, серебряным призёром в спринте и бронзовым — в индивидуальной гонке.
В декабре 1987 года в Омском государственном институте физической культуры защитил диссертацию кандидата педагогических наук «Особенности методики тренировки лыжников-гонщиков старших разрядов на этапе начальной специализации в биатлоне».
Похоронен на Северо-Восточном кладбище Омска.